# Grain in Ear
Pour plus de détails, voir Fiche technique et Distribution.
Grain in Ear (芒种, Máng zhòng) est un film dramatique sino-sud-coréen réalisé par Zhang Lu et sorti en 2005. Le film raconte la vie difficile d'une femme coréenne en Chine qui élève seule son jeune enfant.
Le titre, Mangzhong (en), renvoie à la neuvième période solaire des récoltes dans le calendrier chinois. Grain in Ear a été présenté dans de nombreux festivals, notamment au festival de Cannes 2005 dans le cadre de la 44e Semaine internationale de la critique où il remporte le prix ACID.

## Synopsis

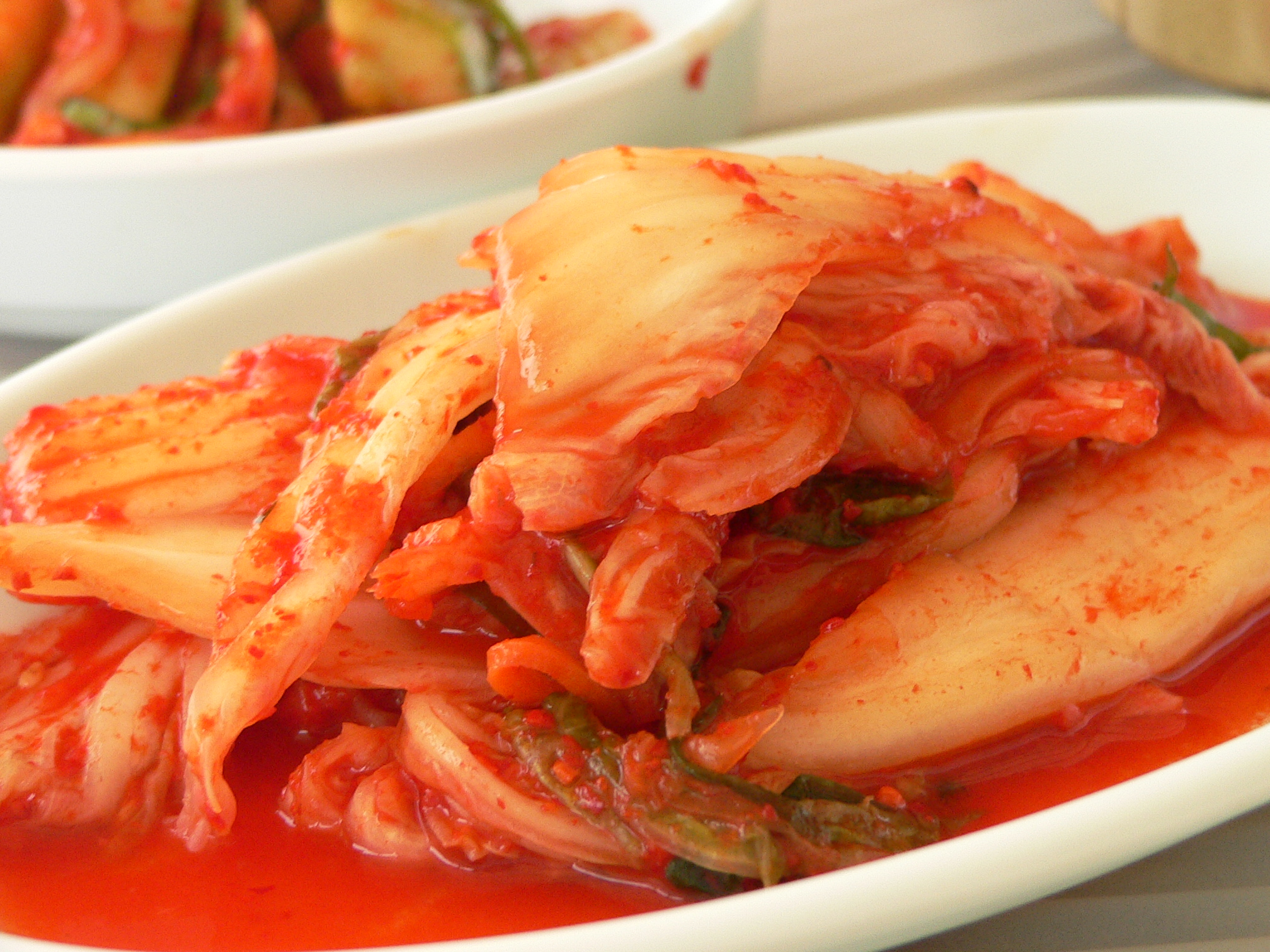
Cui subsiste en vendant des kimchis.

Cui Shun-ji est une femme coréenne vivant en Chine clandestinement et en marge de la société. Habitant dans le nord-est de la Chine, loin de sa ville natale, elle élève seule son jeune fils puisque le père est en prison. Cui et son fils partagent une maison avec quatre prostituées chinoises qui s'occupent du garçon en l'absence de la mère. Membre d'une minorité nationale, elle subsiste difficilement en vendant sans permis des kimchis, un mets traditionnel coréen, à des ouvriers, le long d'une route industrielle. Cui doit déplacer son chariot régulièrement pour éviter de se faire arrêter par la police. Elle rencontre plusieurs hommes qui l'approchent avec leurs propres raisons. Elle développe notamment des liens avec un policier et un voisin. Cui a aussi une aventure amoureuse avec un homme sino-coréen ; bientôt, il la trahit, les conséquences sont dramatiques pour Cui. Elle décide de prendre sa revanche.

## Fiche technique
- Titre : Grain in Ear
- Titre original chinois : 芒种
- Réalisateur : Zhang Lu
- Scénario : Zhang Lu
- Sociétés de production : Doo Entertainment Company et Shu Film Workshop
- Société de distribution : Doo Entertainment Company
- Photographie : Liu Yonghong (en)
- Montage : Kim Sun-min
- Pays d'origine : Chine et Corée du Sud
- Format : couleurs - 35 mm - 1.85 : 1
- Genre : Drame
- Durée : 109 minutes
- Langue : coréen et mandarin
- Dates de sortie :
  - France : 18 mai 2005 (au festival de Cannes)
  - Corée du Sud : 14 octobre 2005 (au festival international du film de Busan), 24 mars 2006 (sortie nationale)

## Distribution
- Lianji Liu : Cui
- Bo Jin : Chang-ho
- Guangxuan Zhu : Kim
- Tonghui Wang : Wang

## Accueil
Grain in Ear est présenté lors du festival de Cannes 2005 dans le cadre de la 44e Semaine internationale de la critique. Le film remporte le prix de l'ACID,,. Le film est récompensé du prix « New Current Awards » lors de l'édition 2005 du festival international du film de Busan. Grain in Ear est également salué par le prix « Dragons and Tigers » au festival international du film de Vancouver et par le prix « New Directors » au festival international du film de Chicago.
En Corée du Sud, le film est peu distribué et fait moins de 3000 entrées au niveau national. La façon dont les stéréotypes façonnent le regard sur les autres individus est au cœur du film ; le personnage de Cui doit, quand elle le peut, se construire en opposition à ces stéréotypes. Les personnages et les situations rendent compte des dichotomies de la Chine contemporaine : les hommes et les femmes, les riches et les pauvres, la répression et la liberté, l'immobilité et le mouvement et plus généralement le bien et le mal. Le film témoigne de la prise de parole des minorités nationales en Chine, le réalisateur étant lui-même sino-sud-coréen. Grain in Ear propose également un exemple intéressant de la représentation et du rôle de la nourriture au cinéma.